# Willaumez jezici
Willaumez jezici, skupina od (4) mezomelanezijska jezika koji se govore na području Papue Nove Gvineje. Predstavljaju jezici: bola, bulu, meramera i nakanai.
Najvažniji su jezici bola i nakanai, svaki s po 13.000 govornika, a ostala dva ukupno blizu 3.000. Ime su dolili po poluotoku Villamuez u provinciji West New Britain, na kojem žive neka od ovih plemena.

## Vanjske poveznice
- Ethnologue (14th)
- Ethnologue (15th)